# Sciades brevicollis
Sciades brevicollis är en skalbaggsart som först beskrevs av J. Linsley Gressitt 1951.  Sciades brevicollis ingår i släktet Sciades och familjen långhorningar. Inga underarter finns listade i Catalogue of Life.